# 802 (číslo)
Osm set dva je přirozené číslo. Následuje po čísle osm set jedna a předchází číslu osm set tři. Římskými číslicemi se zapisuje DCCCII a řeckými číslicemi ωβ.

## Matematika
802 je:
- Deficientní číslo
- Poloprvočíslo
- Šťastné číslo

## Astronomie
- (802) Epyaxa je planetka hlavního pásu, kterou objevil v roce 1915 Max Wolf

## Roky
- 802
- 802 př. n. l.